# فائون باربرینی

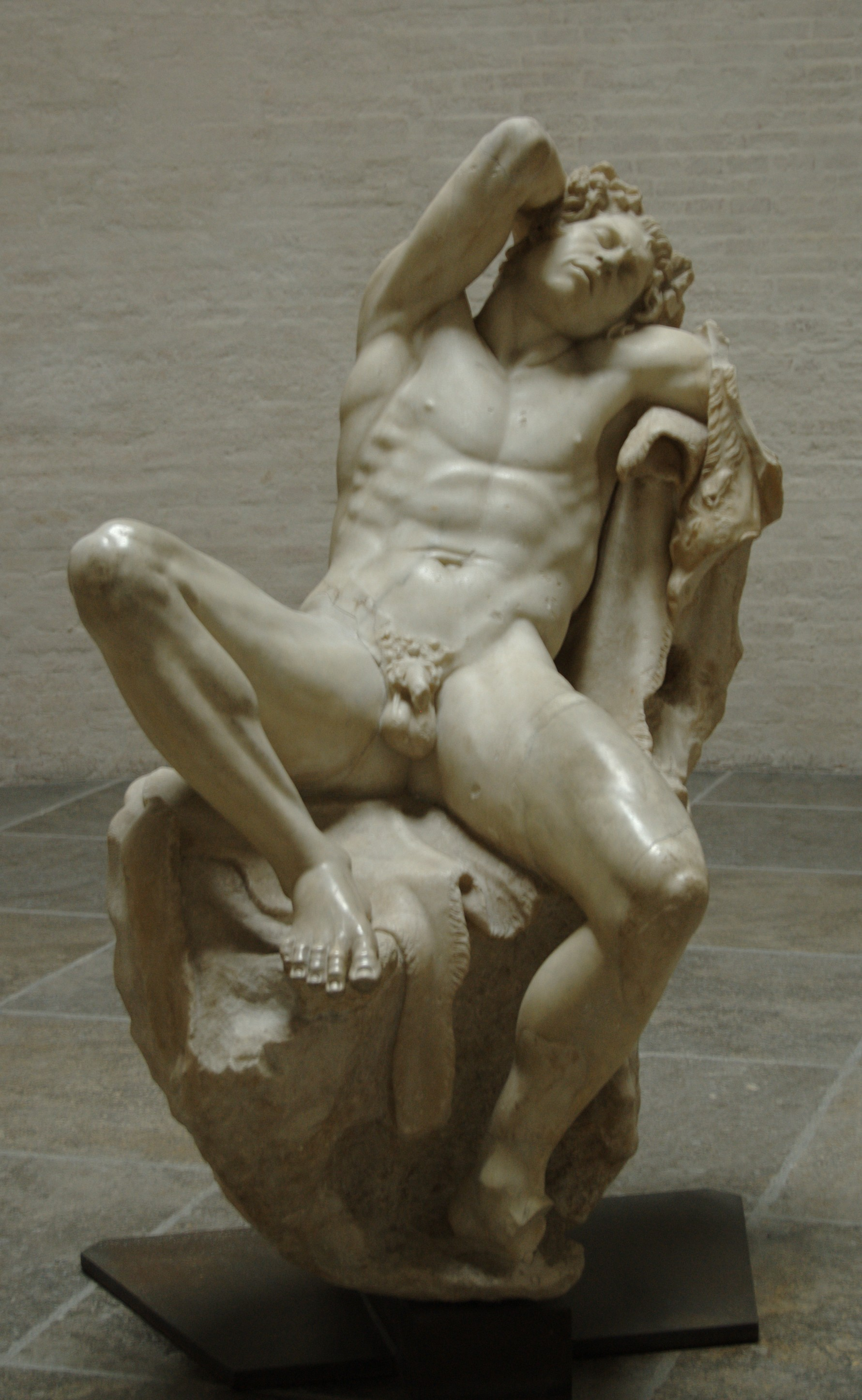
پیکرهٔ فائون باربرینی، موزهٔ گلیپتوتک مونیخ

فائونِ باربرینی (به انگلیسی: Barberini Faun) یا «ساتیر مست» پیکره‌ای است مرمرین از یک فائون که با ابعاد انسان ساخته شده و اکنون در موزهٔ گلیپتوتک مونیخ نگه‌داری می‌شود. اطلاعات دقیقی در مورد سازندهٔ این مجسمهٔ قدیمی در دست نیست.